# Vincent Elbaz
Vincent Elbaz (Parigi, 3 febbraio 1971) è un attore francese.

## Biografia
Di origine ebraica marocchina, Elbaz, dopo aver trascorso la sua infanzia e la sua adolescenza a Morangis, nella periferia parigina, intraprende la carriera di attore iscrivendosi al cours Florent, una delle più famose scuole d'arte drammatica della capitale francese.
Le sue prime esperienze artistiche sono squisitamente teatrali e orientate alla drammaturgia straniera. Sono anni in cui recita in opere come True west di Sam Shepard (L'Ouest le vrai, 1990-92) con la regia di Jean-Yves Hadjadj, Un curioso accidente di Carlo Goldoni (La plaisante aventure, 1992), diretto da Antoine Scotto, Katzelmacher di Rainer Werner Fassbinder (Le bouc, 1993), ancora con la regia di Scotto, Gueule de nuit (1995) nella messinscena di Pierre Aknine o Courteline + Feydeau = La Tête à Toto (1995) con la regia di Denise Chakroune.
Dopo una breve apparizione in televisione dove recita in Le juge est une femme, fa il suo ingresso sul grande schermo con Le Péril jeune (1994) di Cédric Klapisch dove incontra alcuni dei più bei nomi del futuro cinema francese: Romain Duris, Hélène de Fougerolles e Élodie Bouchez. Il sodalizio con questo regista si ripeterà anche in Peut-être (1999) e Autoreverse (Ni pour ni contre (bien au contraire), 2002).
È la commedia che lo farà conoscere al grande pubblico: Trekking (Les Randonneurs, 1997) di Philippe Harel e La verità sull'amore (La Vérité si je mens!) di Thomas Gilou, in cui interpreta il ruolo del simpatico Dov, saranno dei grandi successi al botteghino.
Sempre più richiesto dal cinema francese alternerà ruoli da commedia ad altri in cui assumerà le vesti di giovane ribelle dal fascino seduttivo come in Petits désordres amoureux (1998), Un pur moment de rock'n'roll (1999), Rue des plaisirs (2002) e Baciate chi vi pare (Embrassez qui vous voudrez, 2002).
Le sue capacità artistiche verranno riconosciute nel 1998 con l'attribuzione del Premio Jean Gabin, mentre l'attività cinematografica continua sia in televisione, dove interpreta il ruolo di d'Artagnan ne I tre moschettieri (Les trois mousquetaires), sia sul grande schermo come in Dans tes rêves (2005) o Ma vie en l'air, divertente commedia in cui dà vita al personaggio di un istruttore di una compagnia aerea terrorizzato dal volo.
La carriera prosegue quasi esclusivamente in ambito cinematografico, con ruoli da protagonista: dalla commedia musicale J'aurais voulu être un danseur (2007) al poliziesco Le dernier gang, alle commedie Les randonneurs à Saint-Tropez (2008) e Troppo amici (Tellement proches, 2009). Nel 2010 interpreta ruoli drammatici nei film Comme les 5 doigts de la main e The Assault - Il volo del terrore (L'assaut) e due anni dopo viene scelto per il ruolo principale della serie televisiva di Luc Besson No Limit, che riscuote grande successo in patria. Lo spettacolo lo allontana dal cinema, dove partecipa al terzo capitolo della saga La verità sull'amore, interpreta un ruolo secondario nel film di Lasse Hallström Amore, cucina e curry (The Hundred-Foot Journey, 2014) e prende parte al film Pallottole in libertà (En liberté!, 2018).

## Vita privata
È padre di Anna, nata nel luglio 2007 dall'unione con Mette Berggren, coreografa danese incontrata sul set di J'aurais voulu être un danseur.

## Filmografia

### Cinema
- Le Péril jeune, regia di Cédric Klapisch (1994)
- Le plus bel âge, regia di Didier Haudepin (1995)
- Enfants de salaud, regia di Tonie Marshall (1996)
- Trekking (Les randonneurs), regia di Philippe Harel (1997)
- La verità sull'amore (La Vérité si je mens!), regia di Thomas Gilou (1997)
- (G)rève party, regia di Fabien Onteniente (1998)
- Petits désordres amoureux, regia di Olivier Peray (1998)
- Quasimodo d'El Paris, regia di Patrick Timsit (1999)
- Le sourire du clown, regia di Éric Besnard (1999)
- Peut-être, regia di Cédric Klapisch (1999)
- Un pur moment de rock'n'roll, regia di Manuel Boursinhac (1999)
- Nag la bombe, regia di Jean-Louis Milesi (2000)
- La parenthèse enchantée, regia di Michel Spinosa (2000)
- Absolument fabuleux, regia di Gabriel Aghion (2001)
- Rue des plaisirs, regia di Patrice Leconte (2002)
- Baciate chi vi pare (Embrassez qui vous voudrez), regia di Michel Blanc (2002)
- Autoreverse (Ni pour ni contre (bien au contraire)),regia di Cédric Klapisch (2002)
- Un mondo quasi sereno (Un monde presque paisible), regia di Michel Deville (2002)
- Dans tes rêves, regia di Denis Thybaut (2005)
- Ma vie en l'air, regia di Rémi Bezançon (2005)
- Le parfum de la dame en noir, regia di Bruno Podalydès (2005)
- J'aurais voulu être un danseur, regia di Alain Berliner (2007)
- Tel père telle fille, regia di Olivier De Plas (2007)
- Le dernier gang,regia di Ariel Zeitoun (2007)
- Les randonneurs à Saint-Tropez, regia di Philippe Harel (2008)
- Troppo amici (Tellement proches), regia di Éric Toledano e Olivier Nakache (2009)
- Sweet Valentine, regia di Emma Luchini (2009)
- Bancs publics (Versailles rive droite), regia di Bruno Podalydès (2009)
- Comme les cinq doigts de la main, regia di Alexandre Arcady (2009)
- L'assalto (L'Assaut), regia di Julien Leclercq (2010)
- La Vérité si je mens! 3, regia di Thomas Gilou (2012)
- Amore, cucina e curry (The Hundred-Foot Journey), regia di Lasse Hallström (2014)
- Pallottole in libertà (En liberté!), regia di Pierre Salvadori (2018)
- Non sono un uomo facile (Je ne suis pas un homme facile), regia di Eléonore Pourriat (2018)
- Le jeu, regia di Fred Cavayé (2018)
- Vicky e il suo cucciolo (Mystère), regia di Denis Imbert (2022)
- Il libro delle soluzioni (Le Livre des solutions), regia di Michel Gondry (2023)
- Tutti a parte mio marito (Iris et les hommes), regia di Caroline Vignal (2023)

### Cortometraggi
- Petits enfers, regia di Édouard Deluc (1997)
- Just do it, regia di Frédéric Chèze e Denis Thybaut (1997)
- Suzy vend des sushis, regia di Delphine Quentin (1998)
- À tout de suite, regia di Douglas Law (1998)
- Mémoire morte, regia di Jean-Jacques Dumonceau (2000)
- J'peux pas dormir, regia di Guillaume Canet (2000)
- Test, regia di Didier Rouget (2005)
- Paris-Banlieue, regia di Didier Rouget (2006)

### Televisione
- Le Juge est une femme – serie TV, episodio Le secret de Marion (1994)
- Extrême limite – serie TV, episodio Yann (1995)
- Je m'appelle Régine, regia di Pierre Aknine (1996)
- D'Artagnan et les trois mousquetaires, regia di Pierre Aknine (2005)
- Good canary, regia di Patrick Czaplinski (2009)
- Au bas de l'échelle, regia di Arnauld Mercadier (2010)
- No Limit – serie TV, 22 episodi (2012-2015)

## Teatro
- L'Ouest, le vrai di Sam Shepard, regia di Jean-Yves Hadjadj (Théâtre École d'Anjou) (1990-1992)
- La Plaisante Aventure di Carlo Goldoni, regia di Antoine Scotto, Festival de la Jeunesse (1992)
- Le Bouc di Rainer Werner Fassbinder, regia di Antoine Scotto, (Théâtre Mathis) (1994)
- Tournée de théâtre de rue (Compagnie Moctezuma Création Collective) (1994)
- Gueule de nuit, regia di Pierre Aknine (1995)
- Courteline + Feydeau = La Tête à Toto, regia di Denise Chekroune (1995)
- Hysteria di Terry Johnson, regia di John Malkovich, Théâtre Marigny (2002)
- Good Canary di Zach Helm, regia di John Malkovich, Théâtre Antoine (2007)

## Video clip
- Loin des yeux, loin du cœur - Clip musicale di Alibi Montant et Diam's

## Doppiatori italiani
Nelle versioni in italiano dei suoi film e serie TV, Vincent Elbaz è stato doppiato da:
- Fabio Boccanera in Autoreverse
- Pasquale Anselmo in Baciate chi vi pare
- Vittorio Guerrieri in Troppo amici
- Gianluca Iacono in No Limit
- Christian Iansante in Amore, cucina e curry
- Andrea Lavagnino in Tutti a parte mio marito